# Tratado de Sociologia Geral
Tratado de Sociologia Geral (em italiano: Trattato di Sociologia Generale) é um livro de 1916 do sociólogo e economista italiano Vilfredo Pareto (1848-1923). Neste livro, Pareto apresenta a primeira teoria dos ciclos sociológicos, centrada no conceito de uma classe social de elite.
Trattato di Sociologia Generale foi considerado um dos livros mais influentes já escritos por Martin Seymour-Smith. A edição em inglês foi publicada em 1935. Uma versão resumida, Compendio di Sociologia Generale, foi publicada em italiano em 1920.

## Resumo
O livro caracteriza os atos humanos como em sua maioria 'não lógicos': não conduzem a nenhum objetivo pretendido. No entanto, ele observa como as pessoas tentam explicar a conduta não lógica como lógica, levando a várias teorias. O autor identifica categorias de tendências instintivas por trás de tais teorias, como 'combinações' (síntese criativa) e 'persistências de grupo' (preconceitos), bem como suas racionalizações. Ele então divide a classe social de elite em dois grupos: os promotores radicais da mudança (astutas 'raposas' caracterizadas por 'combinações') e os defensores conservadores do status quo ('leões' violentos caracterizados por 'persistências de grupo'). Em sua opinião, a prosperidade de uma sociedade é influenciada por sua proporção de 'raposas' para 'leões', e o poder passa constantemente de 'raposas' para 'leões', circulando na elite, então de volta para 'raposas'.